# Rehearsing a Dream
Rehearsing a Dream ist ein US-amerikanischer Dokumentarfilm aus dem Jahr 2006. 

## Handlung
Der Film berichtet über eine Veranstaltung der National Foundation for Advancement in the Arts. Jedes Jahr darf eine Gruppe von 17- bis 18-jährigen künstlerisch tätigen Jugendlichen eine Woche mit ihren Idolen verbringen, um von den bereits arrivierten Künstlern der darstellenden und bildenden Künste zu lernen. Die jungen Menschen in diesem Film verbringen unter anderem sieben Tage mit der Schauspielerin und Sängerin Vanessa Lynn Williams, den Tänzern Mikhail Baryshnikov und Jacques d’Amboise sowie dem Dirigenten Michael Tilson Thomas.

## Auszeichnungen
2007 wurde der Film in der Kategorie Bester Dokumentar-Kurzfilm für den Oscar nominiert.